# Фран (Ен)
Фран (фр. Frans) је насељено место у Француској у региону Рона-Алпи, у департману Ен (Рона-Алпи).
По подацима из 2011. године у општини је живело 1974 становника, а густина насељености је износила 247,37 становника/km².

## Демографија
| 1962. | 1968. | 1975. | 1982. | 1990. | 2011. |
| ----- | ----- | ----- | ----- | ----- | ----- |
| 478   | 528   | 752   | 1.000 | 1.549 | 1.974 |